# Alivardi Khan

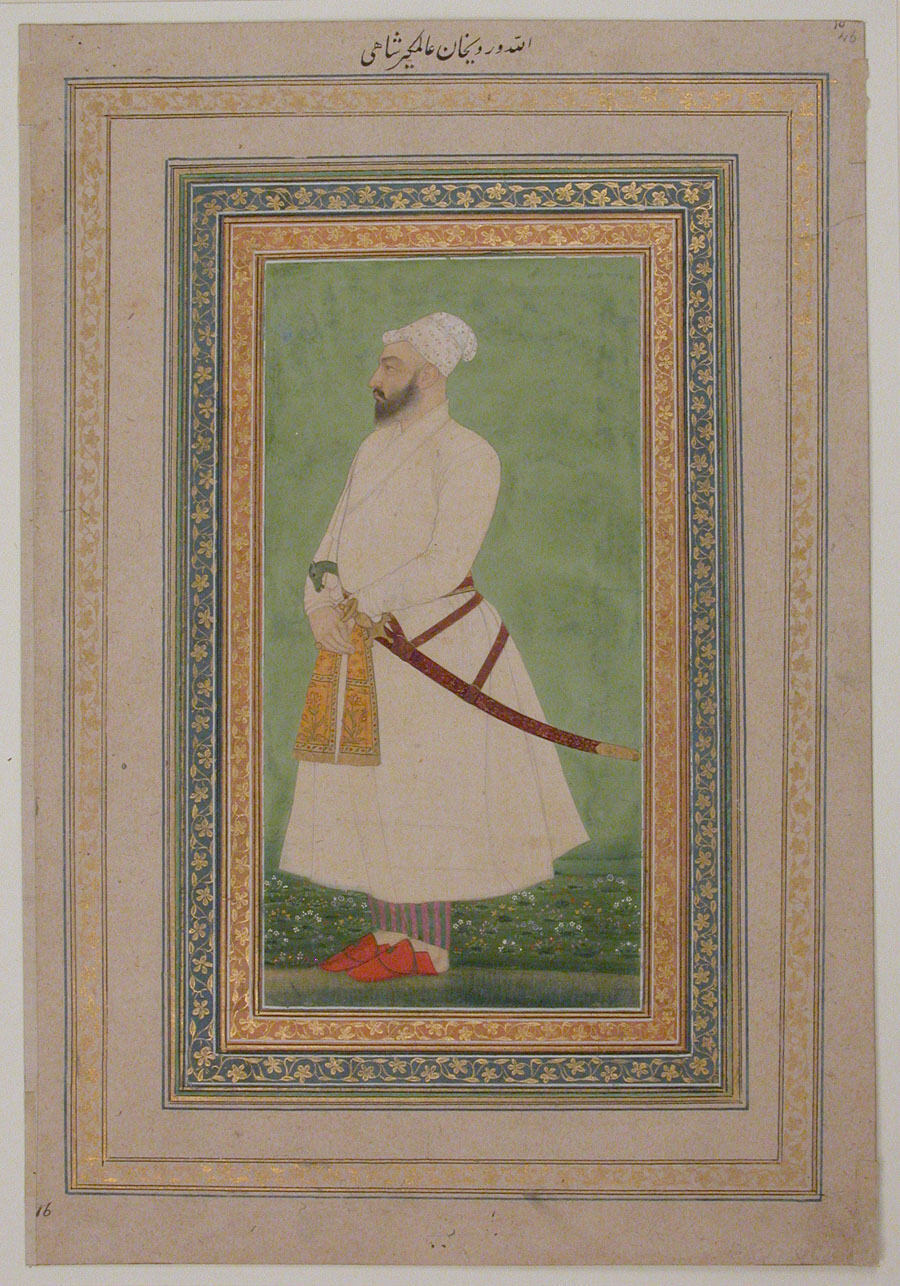
Alivardi Khan, 17e-eeuws miniatuurportret (inkt, aquarel en bladgoud op papier, collectie van het Metropolitan Museum of Art)

Muhammad Ali Vardi Khan, kortweg Alivardi Khan (Dekan, 1671 - Murshidabad, 10 april 1756) was nawab van Bengalen tussen 1740 en 1756. Hij was een usurpator die zijn voorganger, Sarfaraz Khan, versloeg in de slag bij Giria. Ook wist hij de Maratha's te verslaan in de slag bij Burdwan (1747). Hij werd opgevolgd door zijn kleinzoon Siraj ud-Daulah.
De vader van Alivardi Khan, Shah Quli Khan, was een Arabische beambte in dienst van prins Azam Shah, de zoon van Mogolkeizer Aurangzeb. Alivardi Khan zelf diende aanvankelijk de gouverneur van Orissa, Shujauddin Muhammad Khan. Toen Shujauddin Muhammad Khan in 1727 tot nawab van Bengalen werd gekroond, benoemde hij Alivardi Khan tot faujdar (commandant) van Rajmahal. In 1733 volgde een promotie tot subahdar (gouverneur) van de provincie Bihar.
In augustus 1739 stierf Shujauddin Muhammad Khan, om te worden opgevolgd door zijn zoon Sarfaraz Khan. Alivardi Khan stuurde de keizer in Delhi een bedrag van tien miljoen roepies als deze zijn eigen claim erkende. Hij deed het ondertussen voorkomen alsof hij van plan was de nieuwe nawab te erkennen, en verzamelde een leger om in april 1740 richting Murshidabad op te trekken. Sarfaraz Khan kwam zijn gouverneur tegemoet met een eigen troepenmacht en op 26 april kwam het tot een treffen bij het plaatsje Giria in het westen van Bengalen, waarbij Sarfaraz Khan werd verslagen en sneuvelde. Daarop kon Alivardi Khan ongehinderd Murshidabad binnentrekken, waar hij zich installeerde als nawab. Van de drie Mogolprovincies die Shujauddin Muhammad Khan geregeerd had resteerde nog Orissa, waar een familielid van Sarfaraz Khan gouverneur was. Alivardi Khan wist deze op 3 maart 1741 bij Phulwarion te verslaan, waarna hij Orissa aan zijn gebied toe kon voegen.
In 1747 vielen Maratha's onder Raghoji I Bhonsle van Nagpur Orissa binnen. De door Alivardi Khan aangestelde gouverneur, Mir Jafar, trok zijn troepen terug tot Alivardi Khan zelf te hulp schoot. De Maratha's werden verslagen in de slag bij Burdwan, maar bleven de provincie onveilig maken met invallen tot er in 1751 een verdrag gesloten werd tussen Raghoji Bhonsle, Alivardi Khan en Ahmad Shah Bahadur, de Mogolkeizer in Delhi.
Alivardi Khan stierf in 1756, ongeveer 80 jaar oud. Hij werd opgevolgd door zijn kleinzoon Siraj ud-Daulah, de laatste onafhankelijke nawab van Bengalen.